# 엄중한 감시
엄중한 감시(프랑스어: Haute Surveillance, 영어: Deathwatch)는 장 주네가 1947년 쓰고 1949년 2월 파리에서 처음 공연된 희곡이다. 장 주네는 전집에 실린 ＜엄중한 감시＞ 앞머리에 초고 정도로 간주해 달라는 당부와 함께 “절대로 공연하지 말 것”이라는 단서를 달아 놓았다. 하지만 그로부터 20년 뒤, 주네는 직접 초고를 손봐 작품이 공연될 수 있도록 했다. 그리고 최종 개정 원고로만 작품이 출간, 공연되길 원했다. 주네의 바람대로 최종 개정판을 우리말로 옮기는 동시에 초고와 달라진 점을 주석에서 밝혔다. 소외된 자들의 소외된 세계를 그린다는 점에서 ＜하녀들＞과 쌍을 이루는 작품이다.

## 줄거리
초록눈과 르프랑, 모리스는 요새감옥의 감방에 수감된 죄수들이다. 끔찍한 살인을 저지르고 수감된 사형수 초록눈은 감옥 내 모든 죄수들의 우상이다. 모리스는 초록눈의 마음을 얻고자 애쓰고, 르프랑은 그런 둘을 비난하면서 내심 초록눈을 동경한다. 한편 죄수들의 세계인 이 요새감옥에서 르프랑은 하찮은 조롱거리다. 좀도둑인데다가 죄수답지 않게 글을 읽고 쓸 줄 알기 때문이다. 요새감옥 세계에서 말하자면 가장 낮은 계급에 속한 르프랑은 일인자가 되어 보는 상상으로 자족한다. 그러나 르프랑의 소심한 반란은 ＜하녀들＞의 하녀들이 그랬던 것처럼 결국 실패한다. 죄수들의 감옥 생활로 비유된 ‘소외된 사람들’의 ‘소외된 세계’는 현실 사회의 주류 세계와 그 모습이 놀랍도록 닮았다.

## 공연과 출판
장 주네의 첫 희곡은 ＜하녀들＞로 알려져 있지만, 그보다 먼저 ＜엄중한 감시＞를 완성했다. 나중에 전집을 출간하면서 장 주네는 “이 작품을 언제, 왜 썼는지”도 모르겠다며, 작품이 절대 공연되어선 안 된다고 당부했다. 하지만 그로부터 20년 뒤인 1985년, 주네는 직접 이 작품을 손봐 미셸 뒤물렝 연출에게 맡긴다. 그리고 이후로는 이 개정본이 출판, 공연되기를 바랐다. ＜하녀들＞보다 먼저 썼지만 나중에 개정되어 공연된 연유로 창작 순서가 뒤바뀐 것이다. 20년 뒤 주네의 수정을 거친 작품은 극의 구조로 보나 그 내용으로 보나 ＜하녀들＞과 상당히 닮았다. 배경과 등장인물만 바뀌었을 뿐 실제로는 같은 작품이라는 얘기가 있을 정도다.